# Triconodontidae
Triconodontidae é uma familia de mamiferos pré-históricos da ordem Triconodonta que apareceu em meados do Jurássico e Cretáceo e foram extintos provavelmente durante a extinção Cretáceo-Paleogeno.